# Bill W. Benton
Pour les articles homonymes, voir Benton.
Bill W. Benton est un ingénieur du son américain.

## Biographie
Depuis 2014, Bill W. Benton enseigne au sein d'un master en beaux-arts lié à la production de film, à l'université Full Sail.

## Filmographie (sélection)
- 1989 : La Guerre des Rose (The War of the Roses) de Danny DeVito
- 1990 : Danse avec les loups (Dances with Wolves) de Kevin Costner
- 1992 : Hoffa de Danny DeVito
- 1992 : Héros malgré lui (Hero) de Stephen Frears
- 1993 : Geronimo (Geronimo, An American Legend) de Walter Hill
- 1993 : Un jour sans fin (Groundhog Day) d'Harold Ramis
- 1995 : Heat de Michael Mann
- 1995 : Waterworld de Kevin Reynolds
- 1995 : French Kiss de Lawrence Kasdan
- 1996 : La Course au jouet (Jingle All the Way) de Brian Levant
- 1996 : Petits meurtres entre nous (Head Above Water) de Jim Wilson
- 1996 : Independence Day de Roland Emmerich
- 1996 : Diabolique de Jeremiah S. Chechik
- 1996 : Broken Arrow de John Woo
- 1998 : Armageddon de Michael Bay
- 2000 : Ce que veulent les femmes (What Women Want) de Nancy Meyers
- 2004 : La Mort dans la peau (The Bourne Supremacy) de Paul Greengrass
- 2005 : La Légende de Zorro (The Legend of Zorro) de Martin Campbell
- 2005 : Hitch, expert en séduction (Hitch) d'Andy Tennant
- 2007 : Transformers de Michael Bay
- 2011 : Chiens de paille (Straw Dogs) de Rod Lurie

## Distinctions

### Récompenses
- Oscars 1991 : Oscar du meilleur mixage de son pour Danse avec les loups

### Nominations
- Oscar du meilleur mixage de son
  - en 1994 pour Geronimo
  - en 1997 pour Independence Day
- British Academy Film Award du meilleur son
  - en 1992 pour Danse avec les loups
  - en 1997 pour Independence Day
- Cinema Audio Society Awards pour Independence Day